# كاماكيس
كاماكيس هي منطقة تقع على طول طريق نيروبي الشرقي السريع. تُعرف غالبًا باسم "حزام نياما تشوما في نيروبي"، وتقع إداريًا في رويرو، مقاطعة كيامبو، والتي تقع امتدادًا ضمن منطقة نيروبي الحضرية الكبرى.

## التجارة
بدأ كاماكيس كمركز تسوق نياما تشوما (اللحوم المشوية)، وغالبًا تظهر بين مطاعم نياما تشوما الشهيرة في كينيا.
مع مرور الوقت، وبفضل موقعها الاستراتيجي، تحولت إلى مركز تجاري يضم بنوكًا من الدرجة الأولى ومطاعم الوجبات السريعة مثل كنتاكي والبنية التحتية الحديثة.
تقع أكاديمية دانجوزي، إحدى المؤسسات التعليمية الابتدائية الأكاديمية الرائدة، في رويرو، كاماكيس.
اعتبارًا من عام 2023، قامت بنوك مثل دي تي بي ومستشفيات مثل مستشفى جامعة آغا خان بإنشاء متاجر في المنطقة.